# 東海大学湘南校舎体育会ラグビーフットボール部
東海大学湘南校舎体育会ラグビーフットボール部（とうかいだいがくしょうなんこうしゃたいいくかいラグビーフットボールぶ、Tokai University Rugby Football Club）は、関東大学ラグビーリーグ戦グループ1部に所属する東海大学体育会ラグビー部。愛称「SEAGALES（シーゲイルズ）」。所属するほとんどの学生が、神奈川県平塚市にある湘南キャンパスで学んでいる。

## 所在地
- 神奈川県平塚市北金目4-1-1

## 概要
1963年に創部。
1973年、関東大学ラグビーリーグ戦グループに加盟し、1976年、入れ替え戦で国士舘大学に勝利して1部へ昇格した。
1997年、入れ替え戦で山梨学院大学に敗れて2部へ降格したが、1999年、入れ替え戦で山梨学院大学に勝利して再び1部へ昇格した。
2002年には大学選手権に初めて出場。2007年、関東大学ラグビーリーグ戦グループ1部で初優勝を果たすとそこから4連覇した。
さらに2009年度、2015年度、2016年度の大学選手権では決勝に進出したが、いずれも帝京大学に敗れて準優勝だった。
2018〜2023年度にリーグ戦新記録となる6連覇を達成。優勝回数13回は法政大学と並びリーグ戦グループ最多タイ。

## 愛称とマスコットキャラクター

### 愛称「SEAGALES」
東海大学の各教育機関の校章に描かれているカモメ（Seagull）が、広い海原（Sea）を、疾風（Gale）のように飛び回る姿をイメージして作られた造語。

### マスコットキャラクター「シゲル」
ボールを力強く握り飛ぶカモメのキャラクター。上記の造語「シーゲイルズ」が由来。

## タイトル
- 関東大学ラグビーリーグ戦 : 優勝13回
2007、2008、2009、2010、2012、2015、2016、2018、2019、2020、2021、2022、2023
- 全国地区対抗大学ラグビーフットボール大会 : 優勝1回
1972
- YC&AC JAPAN SEVENS ： 優勝2回
2016、2018
- 東日本大学セブンズ: 優勝5回
2008、2010、2011、2015、2016

すべて「年度」で表記。

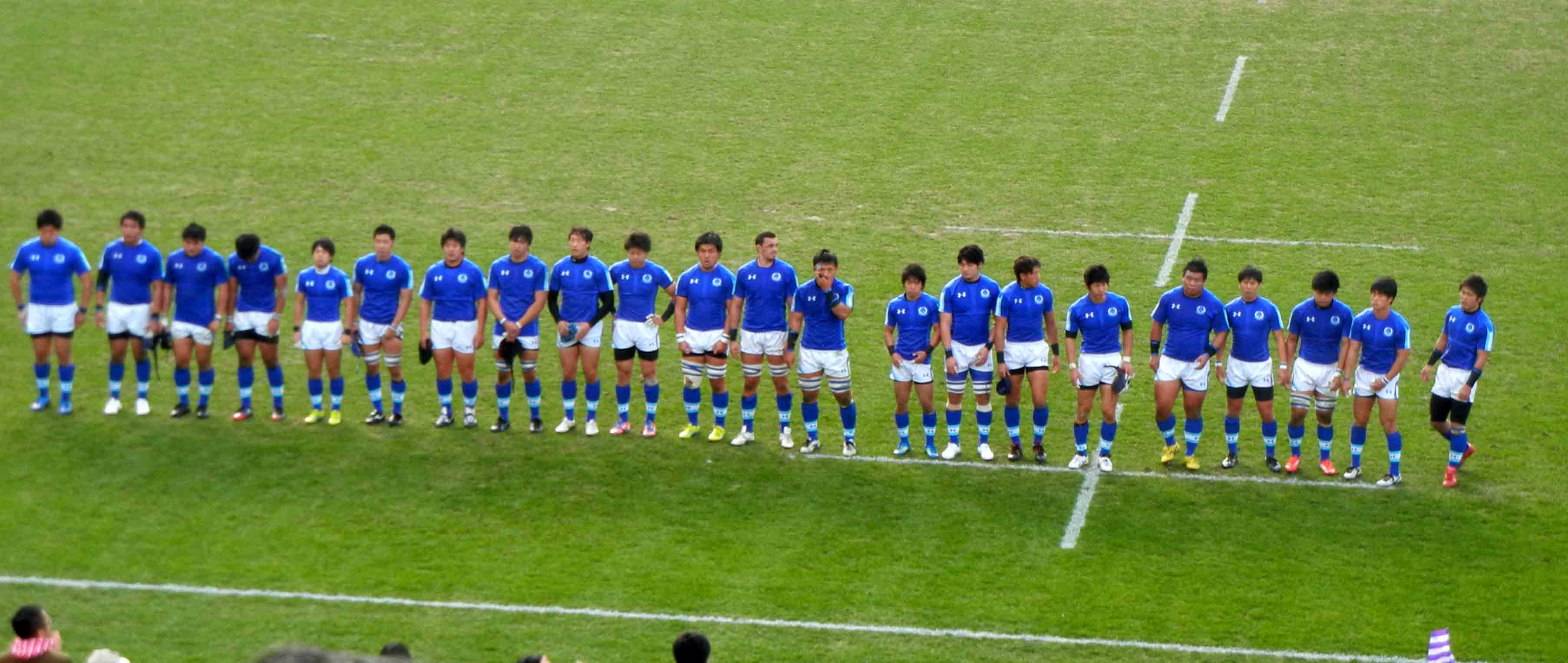
ノーサイド後観客席のファンに挨拶をする東海の選手達（2013年12月・明治大学戦・秩父宮ラグビー場）
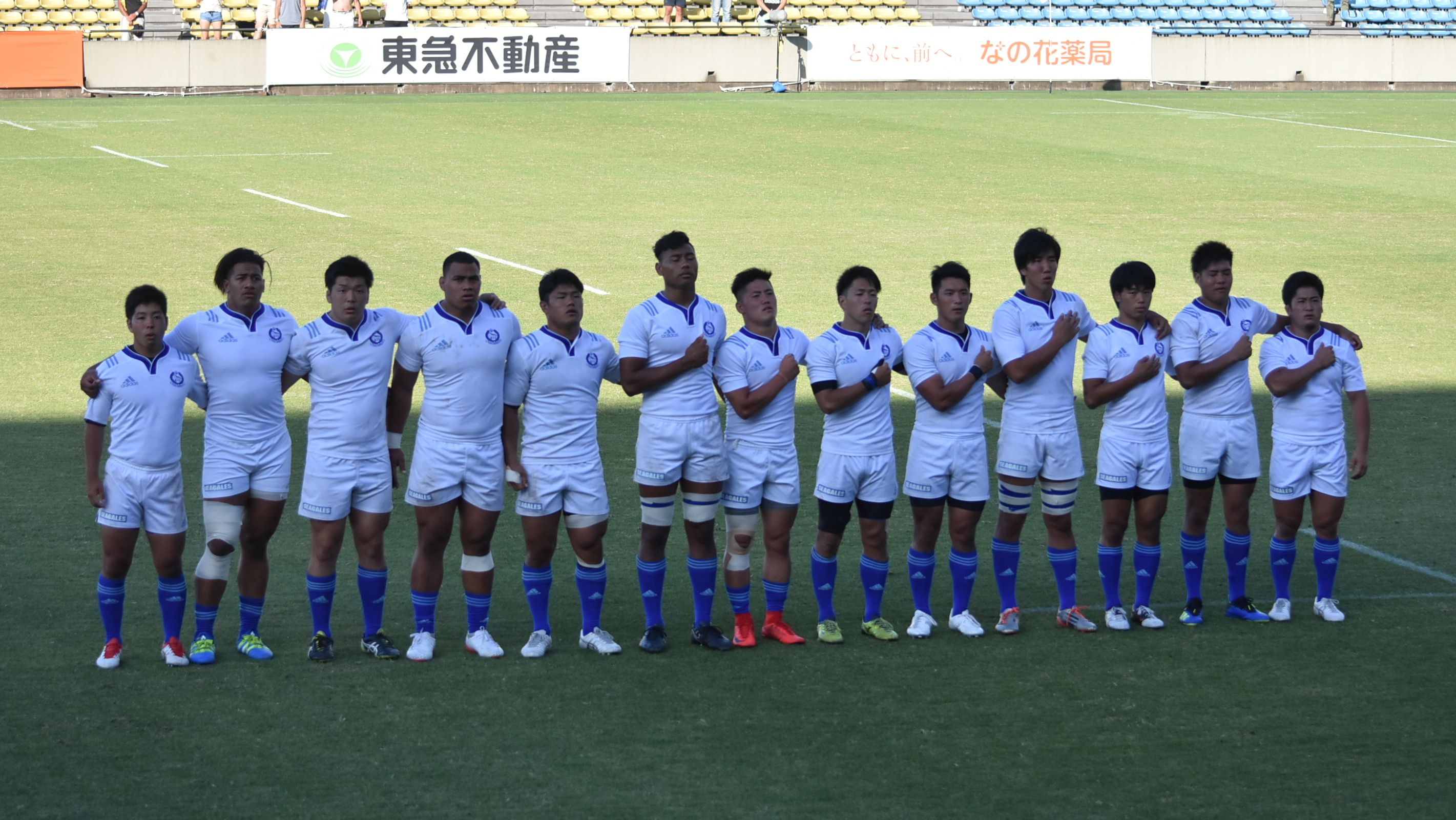
なの花薬局ジャパンセブンズ（秩父宮ラグビー場 2018年7月1日撮影）

## 戦績
平成以降のチームの戦績は以下のとおり。
| 年度 | 所属 | 勝敗      | 順位 | 監督       | 主将                   | 大学選手権                         | 備考              |
| ---- | ---- | --------- | ---- | ---------- | ---------------------- | ---------------------------------- | ----------------- |
| 1989 | 1部  | 2勝5敗1分 | 6位  | 袋舘龍太郎 | 三井田毅志             | －                                 |                   |
| 1990 | 1部  | 1勝7敗    | 8位  | 袋舘龍太郎 | 志村英明               | ※入替戦 28-20 山梨学院大学 1部残留 |                   |
| 1991 | 1部  | 0勝8敗    | 9位  | 袋舘龍太郎 | 荒木裕樹               | ※入替戦 21-12 山梨学院大学 1部残留 |                   |
| 1992 | 1部  | 1勝7敗    | 8位  | 袋舘龍太郎 | 上條和也               | ※入替戦 39-12 東京農業大学 1部残留 |                   |
| 1993 | 1部  | 2勝5敗    | 6位  | 袋舘龍太郎 | 中井康喜               | －                                 |                   |
| 1994 | 1部  | 2勝5敗    | 6位  | 袋舘龍太郎 | 天野正紹               | －                                 |                   |
| 1995 | 1部  | 1勝6敗    | 7位  | 袋舘龍太郎 | 今津大輔               | ※入替戦 46-17 流通経済大学 1部残留 |                   |
| 1996 | 1部  | 2勝5敗    | 7位  | 袋舘龍太郎 | 堀内芳雄               | ※入替戦 69-30 東洋大学 1部残留     |                   |
| 1997 | 1部  | 0勝7敗    | 8位  | 袋舘龍太郎 | 大島剛志               | ※入替戦 12-37 山梨学院大学 2部降格 |                   |
| 1998 | 2部  | 6勝1敗    | 2位  | 木村季由   | 今井通                 | ※入替戦 18-28 専修大学 2部残留     |                   |
| 1999 | 2部  | 7勝0敗    | 1位  | 木村季由   | 三木雄介               | ※入替戦 70-6 山梨学院大学 1部昇格  |                   |
| 2000 | 1部  | 1勝6敗    | 7位  | 木村季由   | 小池善行               | ※入替戦 60-41 拓殖大学 1部残留     |                   |
| 2001 | 1部  | 2勝5敗    | 7位  | 木村季由   | 大東功一               | ※入替戦 29-26 拓殖大学 1部残留     |                   |
| 2002 | 1部  | 4勝3敗    | 3位  | 木村季由   | 岩代大輝               | 2回戦 17-76 早稲田大学             |                   |
| 2003 | 1部  | 4勝3敗    | 4位  | 木村季由   | 梶村真也               | 2回戦 プール戦Aグループ 1勝2敗     |                   |
| 2004 | 1部  | 2勝5敗    | 6位  | 木村季由   | 高聡伸                 | －                                 |                   |
| 2005 | 1部  | 4勝3敗    | 4位  | 木村季由   | 太田祐介               | 1回戦 0-62 帝京大学                |                   |
| 2006 | 1部  | 6勝1敗    | 3位  | 木村季由   | 豊田真人               | 2回戦 10-29 関東学院大学           |                   |
| 2007 | 1部  | 6勝1敗    | 1位  | 木村季由   | 宮本誉久               | 2回戦 14-28 慶應義塾大学           |                   |
| 2008 | 1部  | 7勝0敗    | 1位  | 木村季由   | 岸直弥                 | 準決勝 12-36 早稲田大学            |                   |
| 2009 | 1部  | 7勝0敗    | 1位  | 木村季由   | 荒木達也               | 準優勝 決勝 13-14 帝京大学         |                   |
| 2010 | 1部  | 7勝0敗    | 1位  | 木村季由   | 前川鐘平               | 準決勝 22-36 帝京大学              |                   |
| 2011 | 1部  | 6勝1敗    | 2位  | 木村季由   | 安井龍太               | 1回戦 19-22 筑波大学               |                   |
| 2012 | 1部  | 7勝0敗    | 1位  | 木村季由   | 阪本圭輔               | 準決勝 26-28 筑波大学              |                   |
| 2013 | 1部  | 4勝3敗    | 4位  | 木村季由   | 坂尻龍之介             | セカンドステージ敗退               |                   |
| 2014 | 1部  | 6勝1敗    | 2位  | 木村季由   | 林大成                 | 準決勝 16-17 筑波大学              |                   |
| 2015 | 1部  | 7勝0敗    | 1位  | 木村季由   | 藤田貴大               | 準優勝 決勝 17-27 帝京大学         |                   |
| 2016 | 1部  | 6勝1敗    | 1位  | 木村季由   | 磯辺裕太               | 準優勝 決勝 26-33 帝京大学         |                   |
| 2017 | 1部  | 6勝1敗    | 2位  | 木村季由   | 野口竜司               | 準決勝 12-31 帝京大学              |                   |
| 2018 | 1部  | 6勝1分    | 1位  | 木村季由   | アタアタ・モエアキオラ | 準々決勝 15-18 明治大学            |                   |
| 2019 | 1部  | 7勝0敗    | 1位  | 木村季由   | 眞野泰地               | 準決勝 10-29 明治大学              |                   |
| 2020 | 1部  | 6勝1敗    | 1位  | 木村季由   | 吉田大亮               | 準々決勝 8-14 帝京大学             |                   |
| 2021 | 1部  | 6勝1分    | 1位  | 木村季由   | ジョーンズリチャード剛 | 準決勝 24-39 明治大学              |                   |
| 2022 | 1部  | 6勝1敗    | 1位  | 木村季由   | 伊藤峻祐               | 準々決勝 17-20 筑波大学            |                   |
| 2023 | 1部  | 7勝0敗    | 1位  | 木村季由   | 谷口宜顕               | 準々決勝 14-34 天理大学            | [ 2 ] [ 3 ] [ 4 ] |
| 2024 | 1部  | 4勝2敗1分 | 3位  | 木村季由   | 汐月佑心, 近藤翔耶     | 3回戦 17-50 明治大学               |                   |
| 年度 | 所属 | 勝敗      | 順位 | 監督       | 主将                   | 大学選手権                         | 備考              |

## 主な在籍選手
- 薄田周希（主将、FL・No.8 / 東海大大阪仰星高）
- 川久保瑛斗（副将、SH / 長崎北陽台高）
- 杉浦皓亮（FWリーダー、PR / 名古屋高）
- 宮前翔斗（FWリーダー、LO・FL / 京都工学院高）
- 末吉晃樹（FWリーダー、FL / 長崎北陽台高）
- ヴィリアミ・マフィ（FWリーダー、LO / 東海大福岡高）
- 井川天太郎（BKリーダー、SH / 東海大大阪仰星高）
- 北村光基（BKリーダー、SO・CTB / 東海大大阪仰星高）
- 廣田真士（BKリーダー、SO / 報徳学園高）
- 湯前心（BKリーダー、WTB / 常翔学園高）

## 在籍した選手
- 工藤隆志 (現姓:中山、元日本代表、元東芝府中ラグビー部所属)
- 袋舘龍太郎 (元東海大学ラグビー部監督、元日本代表、元東芝府中ラグビー部所属）
- 向井昭吾 (元日本代表・同元監督、元コカ・コーラウエストレッドスパークス監督、元東芝府中ラグビー部所属/ 新田高)
- 藤澤義之 (1984年度主将、PR、東海大ラグビー部コーチ、元東芝府中ラグビー部所属)
- 志村英月 (1990年度主将、PR、東海大ラグビー部コーチ、元伊勢丹所属)
- 江黒保 (東海大熊本星翔高校監督)
- 井春彦 (SO、元セコムラグビー部所属)
- 由川潤治（WTB、元東京電力ラグビー部所属/別府鶴見ヶ丘高）
- 天野正紹 (1994年度主将、LO、元栗田工業ラグビー部所属)
- 江黒勉 (元東芝府中ラグビー部所属)
- 奥敦 (SH、元ヤマハ発動機ラグビー部所属)
- 白石高一 (美里高校監督)
- 中浦大作 (元芦屋クラブ所属/ 報徳学園高)
- 中島真吾 (LO、元近鉄ラグビー部所属)
- 仲西拓 (成城学園高校監督)
- 和田賢一 (元東芝監督、元東芝府中ラグビー部所属)
- 今津大輔 (1995年度主将、元NTT日本グループ大阪所属)
- 竹内基詔 (PR、元セコムラガッツ所属/ 常総学院高)
- 遊佐和彦 (CTB、元セコムラガッツ所属/ 大館鳳鳴高
- 今村尚 (LO、マンダラ東京ラグビーフットボールクラブ所属、元NTTコミュニケーションズ所属)
- 上杉慎二 (修猷館高校ラグビー部監督)
- 上野進 (HO、元セコムラガッツ所属/ 常総学院高)
- 大野達也 (SH、東海大学ラグビー部コーチ、元セコムラガッツ所属/ 東海大仰星高)
- 三島伸一郎 (CTB、明治学院大学ラグビー部バックスコーチ、元伊勢丹所属)
- 小田島康人 (FL、黒沢尻北高校ラグビー部監督、元釜石シーウェイブスRFC所属/ 黒沢尻北高)
- 猪瀬寛司 (SO、玉川学園高等部ラグビー部監督)
- 今井通 (1998年度主将、CTB、元キヤノンラグビー部所属/ 岡谷工業高)
- 三木雄介 (1999年度主将、東海大相模高校ラグビー部監督/ 東海大仰星高)
- 小池善行 (2000年度主将、SH、元セブンズ日本代表、元ヤマハ発動機ジュビロ所属/ 東海大菅生高)
- 三須丈太郎 (WTB、元セブンズ日本代表、元三菱重工相模原ダイナボアーズ所属/ 相模台工業高)
- 大東功一 (2001年度主将、FB、元日本代表、元NECグリーンロケッツ所属/ 東海大仰星高)
- 大谷太志 (LO・FL、元クボタスピアーズ所属/ 東海大仰星高)
- 神原雅也 (PR、元近鉄ライナーズ所属/ 東海大仰星高)
- 中村優一郎 (PR、元三菱重工相模原ダイナボアーズ所属/ 埼工大深谷高)
- 岩代大輝 (2002年度主将、PR、元ヤマハ発動機ジュビロ所属/ 東海大菅生高)
- 梶村真也 (2003年度主将、FL、関大北陽高校ラグビー部監督、元ヤマハ発動機ジュビロ所属/ 東海大仰星高)
- 三木康之 (SO、神戸大学ラグビー部コーチ、元神戸製鋼コベルコスティーラーズ所属/ 東海大仰星高)
- 高聡伸 (2004年度主将、FL、日本IBMビッグブルー所属/ 桐蔭学園高)
- 小原義巧 (SO、盛岡工業高校ラグビー部監督、元釜石シーウェイブスRFC所属/ 盛岡工業高)
- 高倉和起（CTB、元神戸製鋼コベルコスティーラーズ所属 / 佐賀工業高)
- 沼田邦光 (WTB・FB、釜石シーウェイブスRFC所属/ 向上高)
- 姫野拓也 (CTB、セコムラガッツBKコーチ、元セコムラガッツ所属/ 浮羽高)
- 湯浅大智 (FL、東海大仰星高校ラグビー部監督/ 東海大仰星高)
- 吉田朋生 (SH、日本代表、東芝ブレイブルーパス所属/ 東海大仰星高)
- 井上昌宏 (LO、元トヨタ自動車ヴェルブリッツ所属/ 深谷高)
- 宇野翔平 (SH、ヤクルトレビンズ所属/ 八幡工業高)
- 小野寺政人 (HO・PR、元釜石シーウェイブスRFC所属/ 盛岡工業高)
- 北村一真 (SH、元近鉄ライナーズ所属/ 東海大仰星高)
- 柴原英孝 (WTB、元クボタスピアーズ所属/ 浜松工業高)
- 真崎智央 (SO、東海大翔洋高校ラグビー部監督/ 東海大翔洋高)
- 三木佳彦 (FB、元NTTドコモレッドハリケーンズ所属/ 東海大仰星高)
- 豊田真人 (2006年度主将、№8・LO・FL、日本代表、東芝ブレイブルーパス所属/ 東海大仰星高)
- 岩本亮 (PR、コカ・コーラレッドスパークス所属/ 東海大仰星高)
- 河野祐太（WTB、元TOSENクリーンファイターズ所属）
- 起山基樹 (CTB、大阪府警察ラグビー部所属/ 市立船橋高）
- 藤田雅士 (CTB、LION FANGS所属/ 東京高)
- 吉田良平（SO、東芝ブレイブルーパス所属 / 市立稲毛高）
- 宮本誉久 (2007年度主将、FL、NECグリーンロケッツ所属/ 出雲高)
- 新井龍一 (WTB、元NTTドコモレッドハリケーンズ所属/ 東海大相模高)
- 京田俊輔 (WTB、中国電力レッドレグリオンズ所属/ 東海大仰星高)
- 猿田智広 (HO、NTTコミュニケーションズシャイニングアークス所属/ 秋田工業高)
- 辻埜拓也 (SH、NTTドコモレッドハリケーンズ所属/ 東海大仰星高)
- 津田翔太 (SO、東海大学ラグビー部コーチ、元リコーブラックラムズ所属/ 東海大仰星高)
- 中村功知 (PR、セコムラガッツ所属/ 盛岡工業高)
- 宍戸要介 (PR、キヤノンイーグルス所属/ 東海大翔洋高)
- 森功至 (FB、クボタスピアーズ所属/ 御所工業高)
- 森脇秀幸 (SO、クボタスピアーズ所属/ 東海大仰星高)
- 岸直弥 (2008年度主将、PR・HO、ヤマハ発動機ジュビロ所属/ 川越東高)
- 秋山岳人 (CTB、中国電力レッドレグリオンズ所属/ 大工大高)
- 太田宅哉 (HO、清水建設ブルーシャークス所属/ 仙台育英高)
- 斉藤健也 (FL、マツダブルーズーマーズ所属、斉藤祐也の実弟/ 東京高)
- 杉浦直人 (LO、NTTコミュニケーションズシャイニングアークス所属/ 湘南工大高)
- 徳永翔伍 (CTB、清水建設ブルーシャークス所属/ 佐賀工業高)
- 畑佑輝 (CTB・FL、三菱自動車京都レッドエボリューションズ所属/ 京都成章高)
- 宮本陽平 (HO、清水建設ブルーシャークス所属/ 東海大仰星高)
- 山内貴之 (CTB、セブンズ日本代表、トヨタ自動車ヴェルブリッツ所属/ 秋田中央高)
- 山田久郎 (WTB、元セコムラガッツ所属/ 深谷高)
- 荒木達也 (2009年度主将、FL・No.8、トヨタ自動車ヴェルブリッツ所属/ 仙台育英高)
- 小西大樹（SH、豊田自動織機シャトルズ所属 / 御所工業高）
- 加堂雄吾 (PR、大阪府警察ラグビー部所属/ 東海大仰星高)
- 斎藤怜央 (No.8、ヤクルトレビンズ所属/ 東海大翔洋高)
- 菅生健人 (WTB、横河武蔵野アトラスターズ所属/ 伏見工業高)
- 田村恒太 (WTB・SO、秋田ノーザンブレッツラグビーフットボールクラブ所属/ 秋田工業高)
- 廣瀬敬太 (PR、タイセイハウジーレッズ所属/ 日川高)
- マウ・ジョシュア (HO、リコーブラックラムズ所属/ 札幌山の手高)
- 前川鐘平 (2010年度主将、FL、神戸製鋼コベルコスティーラーズ所属/ 東海大仰星高)
- 稲橋良太 (FL、クボタスピアーズ所属/ 東海大仰星高)
- 菊地新 (FL、元NTTドコモレッドハリケーンズ所属/ 東海大相模高)
- 木津武士（HO、日本代表、サンウルブズ、神戸製鋼コベルコスティーラーズ所属 / 東海大仰星高）
- 千島和憲（PR、パナソニック ワイルドナイツ所属 / 青森工業高）
- 鶴田諒 (SH・WTB、セブンズ日本代表、NTTコミュニケーションズシャイニングアークス所属/ 日川高)
- 豊島翔平（FB、セブンズ日本代表、東芝ブレイブルーパス所属 / 東海大相模高）
- 苫谷直樹 (CTB、日野自動車レッドドルフィンズ所属/ 崇徳高）
- 野町京一郎 (CTB、大阪府警察ラグビー部所属/ 東農大二高)
- 三上正貴（PR、日本代表、サンウルブズ、東芝ブレイブルーパス所属 / 青森工業高）
- 水上直柔 (HO、大阪府警察ラグビー部所属/ 報徳学園高)
- 宮田拓哉 (FB・WTB、クボタスピアーズ所属/ 東海大仰星高)
- 望月諒 (FB・WTB、クボタスピアーズ所属/ 東海大翔洋高)
- 森川海斗 (CTB、日本代表、ホンダヒート所属/ 佐倉高）
- 吉田真吾 (CTB・SO、クボタスピアーズ所属/ 深谷高)
- リーチマイケル（FL・No8、日本代表、セブンズ日本代表、東芝ブレイブルーパス、チーフス / 札幌山の手高）
- 安井龍太 (2011年度主将、LO、日本代表、セブンズ日本代表、神戸製鋼コベルコスティーラーズ所属/ 東海大仰星高)
- 小沢翔平 (SH、日野自動車レッドドルフィンズ所属/ 三好高）
- 佐藤善仁 (FB、NTTドコモレッドハリケーンズ所属/ 札幌山の手高)
- 真田一郎 (LO、JR西日本レイラーズ所属/ 東海大仰星高)
- 土屋眞 (LO、日野自動車レッドドルフィンズ所属/ 東海大相模高)
- 鶴ヶ崎好昭 (WTB、セブンズ日本代表、パナソニック ワイルドナイツ所属/ 三沢商業高)
- 那須光 (SH、元横河武蔵野アトラスターズ所属/ 東海大相模高)
- 阪本圭輔 (2012年度主将、SO、サントリーサンゴリアス所属/ 江の川高)
- 阿部浩士（PR、パナソニック ワイルドナイツ所属 / 仙台育英高）
- 五十嵐健二（PR、豊田自動織機シャトルズ所属 / 三好高）
- 扇勇人 (FL、JR九州サンダース所属/ 東福岡高)
- 小笠原駿 (WTB、秋田ノーザンブレッツラグビーフットボールクラブ所属/ 青森北高)
- 折川裕紀 (SO、サントリーフーズサンデルフィス所属/ 熊谷工業高)
- 黒川賢亮 (LO、秋田ノーザンブレッツラグビーフットボールクラブ所属/ 秋田工業高)
- 高平拓弥 (FB、リコーブラックラムズ所属/ 浪速高)
- 谷昌樹（FL、パナソニック ワイルドナイツ所属 / 東海大仰星高）
- 百武優雅 (CTB、セブンズ日本代表、パナソニック ワイルドナイツ所属/ 筑紫高)
- 三上匠（LO、パナソニック ワイルドナイツ所属 / 青森工業高）
- 宮田一馬 (FB・WTB、近鉄ライナーズ所属/ 東海大仰星高)
- 村山廉（HO、東芝ブレイブルーパス所属 / 市立船橋高）
- 坂尻龍之介 (2013年度主将、HO、東海大仰星高校ラグビー部コーチ/ 東海大仰星高)
- 内田裕大（PR、トヨタ自動車ヴェルブリッツ所属 / 三好高）
- 小野航大 (WTB、釜石シーウェイブスRFC所属/ 磐城)
- 加藤凌悠 (PR、日野レッドドルフィンズ所属/ 東海大仰星高)
- 崩光瑠（HO、元東芝ブレイブルーパス所属 / 八戸西高）
- 小栁友徳 (PR、マツダブルーズーマーズ所属/ 報徳学園高)
- 坂本駿 (LO、東京ガスラグビー部所属/ 青森北高)
- 中島拓也 (CTB、栗田工業ウォーターガッシュ所属/ 熊谷工業高)
- 中村大治郎（LO・No.8、トヨタ自動車ヴェルブリッツ所属 / 東海大仰星高）
- 三坂幸生 (CTB、JR九州サンダース所属/ 福岡工業高)
- 林大成 (2014年度主将、CTB、キヤノンイーグルス所属/ 東海大仰星高)
- 井波健太郎 (CTB・WTB、近鉄ライナーズ所属/ 東海大仰星高)
- 金堂礼（No.8、宗像サニックスブルース所属 / 筑紫高）
- 北出卓也 (HO、サントリーサンゴリアス所属/ 東海大仰星高)
- 小泉泰介 (SH、東京ガスラグビー部所属/ 東京高)
- 小原政佑 (WTB、セブンズ日本代表、トヨタ自動車ヴェルブリッツ所属/ 東海大仰星高)
- 小山洋平 (PR、東京ガスラグビー部所属/ 東海大仰星高)
- 堺裕二 (LO、JR九州サンダース所属/ 中間高)
- ダラス・タタナ (LO、釜石シーウェイブスRFC所属/ 札幌山の手高)
- 吉田朋人 (SH、秋田ノーザンブレッツラグビーフットボールクラブ所属/ 秋田工業高)
- 藤田貴大 (2015年度主将、FL、東芝ブレイブルーパス所属/ 青森北高)
- 青木大（SO、横河武蔵野アトラスターズ所属 / 東海大相模高）
- 五十嵐優（PR、キヤノンイーグルス所属 / 東海大相模高）
- 石井魁 (CTB、東芝ブレイブルーパス所属/ 保善高)
- 伊藤恭平 (WTB・SH、秋田ノーザンブレッツラグビーフットボールクラブ所属/ 金足農業高)
- 村田オスカロイド (CTB、釜石シーウェイブスRFC所属/ フレッシュウォーター高)
- 近藤英人 (WTB・FB、クボタスピアーズ所属/ 東海大仰星高)
- 佐々木裕次郎 (CTB、釜石シーウェイブスRFC所属/ 黒沢尻工業高)
- 野口大輔 (SO、近鉄ライナーズ所属/ 東海大仰星高)
- 橋本皓（LO・FL、神戸製鋼コベルコスティーラーズ所属 / 東海大仰星高）
- 平野翔平（PR、サンウルブズ、パナソニック ワイルドナイツ所属 / 東福岡高）
- 三村隆也（FL、横河武蔵野アトラスターズ所属 / 伏見工業高）
- 山賀潤 (HO、ヤクルトレビンズ所属/ 東京高)
- 磯辺裕太（2016年度主将、FL、豊田自動織機シャトルズ所属 / 西陵高）
- 豊島直哉（WTB、日野自動車レッドドルフィンズ所属 / 常総学院高）
- 比屋根裕樹 (SH、三菱重工相模原ダイナボアーズ所属/ コザ高)
- 藤崎眞樹（WTB・CTB、ホンダヒート所属 / 大阪産大附属高）
- 湯本睦（SH、NTTコミュニケーションズシャイニングアークス所属 / 東海大仰星高）
- 渡邉隆之（PR、日本代表、神戸製鋼コベルコスティーラーズ所属 / 札幌山の手高）
- 村松佑一朗（WTB 東京ガスラグビー部所属/ 桐蔭学園高等学校）
- 野口竜司（2017年度主将、FB、日本代表、パナソニック ワイルドナイツ所属 / 東海大仰星高）
- 池田悠希（CTB、NTTコミュニケーションズシャイニングアークス所属 / 東海大仰星高）
- 大塚憂也（LO、三菱重工相模原ダイナボアーズ所属 / 東海大仰星高）
- 金典弘（SO、トヨタ自動車ヴェルブリッツ所属 / 大阪朝鮮高）
- 鹿尾貫太（CTB、日本代表、ヤマハ発動機ジュビロ所属 / 東福岡高）
- テトゥヒ・ロバーツ（LO、ホンダヒート所属 / 札幌山の手高）
- 橋本法史（SH、日野自動車レッドドルフィンズ所属 / 熊本西高）
- 藤山裕太朗 (FL、中国電力レッドレグリオンズ所属/ 大分舞鶴高)
- 三浦昌悟（PR、日本代表、トヨタ自動車ヴェルブリッツ所属 / 秋田工業高）
- アタアタ・モエアキオラ（2018年度主将、WTB、日本代表、神戸製鋼コベルコスティーラーズ所属、チーフス / 目黒学院高)
- 加藤竜聖（HO・No.8、トヨタ自動車ヴェルブリッツ所属 / 石見智翠館高）
- テビタ・タタフ（No.8、日本代表、サントリーサンゴリアス所属 / 目黒学院高)
- 本田佳人 (WTB、九州電力キューデンヴォルテクス所属 / 大分雄城台高)
- 眞野泰地（2019年度主将、SO、東芝ブレイブルーパス所属 / 東海大仰星高）
- 中野幹（PR、サントリーサンゴリアス所属 / 東海大仰星高）
- 新井望友（HO、NECグリーンロケッツ所属 / 深谷高）
- 山菅一史（SH、栗田工業ウォーターガッシュ所属 / 東京高）
- 小野木晃英（CTB、近鉄ライナーズ所属 / 大阪産大附属高）
- 坪田祥太朗 (FB、JR九州サンダース所属/ 長崎北陽台高)
- 吉田大亮（2020年度主将、No.8、キヤノンイーグルス所属 / 東海大仰星高）
- 中村友哉（SH、近鉄ライナーズ所属 / 伏見工業高）
- 小野広大（PR、日野レッドドルフィンズ所属 / 朝明高）
- 山田生真（FL、神戸製鋼コベルコスティーラーズ所属 / 東海大仰星高）
- 杉浦拓実（SO・CTB、三菱重工相模原ダイナボアーズ所属 / 東京高）
- 横井隼（FL、宗像サニックスブルース所属 / 石見智翠館高）
- ジョーンズリチャード剛（2021年度主将、FL、静岡ブルーレヴズ所属 / 伏見工業高）
- 前田翔（PR、コベルコ神戸スティーラーズ所属 / 東海大仰星高）
- 木村星南（WTB・CTB、東芝ブレイブルーパス東京所属 / 大阪産大附属高）
- 林隆広（WTB、花園近鉄ライナーズ所属 / 石見智翠館高）
- 田草川恵（PR、クリタウォーターガッシュ昭島所属 / 東海大甲府高）
- 横田大輝（CTB、クリタウォーターガッシュ昭島所属 / 深谷高）
- ノア・トビオ（FL・No.8、日野レッドドルフィンズ所属 / 札幌山の手高）
- 柴田凌光（SH、三菱重工相模原ダイナボアーズ所属 / 秋田工業高）
- 小池隆成（SO・CTB、トヨタヴェルブリッツ所属 / 東京高）
- 丸山凜太朗（SO・CTB、花園近鉄ライナーズ所属 / 東福岡高）
- 星野克之（PR、三重ホンダヒート所属 / 栄徳高）
- 野口幹太（FB、セコムラガッツ所属 / 東京高）
- 伊藤峻祐（2022年度主将、CTB、静岡ブルーレヴズ所属 / 桐蔭学園高）
- ワイサケ・ララトゥブア（LO、コベルコ神戸スティーラーズ所属 / ラトゥ・サー・ララスクナメモリアル高）
- レキマ・ナサミラ（LO・FL・NO.8、横浜キヤノンイーグルス所属 / ラトゥ・ナヴラ・セカンドリー高）
- 井島彰英（No.8、日野レッドドルフィンズ所属 / 熊本西高）
- 井上優士（PR、花園近鉄ライナーズ所属 / 筑紫高）
- 清水麻貴（SH、コベルコ神戸スティーラーズ所属 / 東農大二高）
- 石橋慎悟（PR、東京ガスラグビー部所属 / 筑紫高）
- 谷口宜顕（2023年度主将、FB、埼玉パナソニックワイルドナイツ所属 / 東海大大阪仰星高）
- アフ・オフィナ（No.8、東芝ブレイブルーパス東京所属 / 東海大福岡高）
- 武藤ゆらぎ（SO、横浜キヤノンイーグルス所属 / 東海大大阪仰星高）
- 何松健太郎（CTB、浦安D-Rocks所属 / 東海大大阪仰星高）
- 玉木皓盛（HO、日野レッドドルフィンズ所属 / 東福岡高）
- 椎名耀二（LO、クリタウォーターガッシュ昭島所属 / 幕張総合高）
- 佐々木浩祐（FL・No.8、東京ガスラグビー部所属 / 札幌山の手高）
- 安藤良太（HO、中部電力ラグビー部所属 / 東海大相模高）
- 汐月佑心（2024年度共同主将、FL、福岡銀行ブルーグルーパーズ / 九州学院高）
- 近藤翔耶（2024年度共同主将、CTB、クボタスピアーズ船橋・東京ベイ / 東海大大阪仰星高）
- 中山竜太朗（LO、三重ホンダヒート / 東海大大阪仰星高）
- 村田和志（HO、豊田自動織機シャトルズ愛知 / 京都成章高）
- 中川湧眞（WTB、花園近鉄ライナーズ / 京都成章高）
- オトゥホウマ・シアレ（PR、豊田自動織機シャトルズ愛知 / 東海大福岡高）
- 岡村優太（WTB、東芝ブレイブルーパス東京 / 東海大大阪仰星高）
- 川瀬悠河（LO、狭山セコムラガッツ / 東海大相模高）
- 伊波大地（PR、狭山セコムラガッツ / 東海大相模高）